# 刘士心
刘士心（1967年11月—），男，河北邢台人，中国刑法学者。吉林大学刑法专业法学博士。现为南开大学法学院教授，博士生导师。主要研究领域为中国刑法，外国刑法，犯罪学。

## 生平
刘士心1989年毕业于河北大学法律系。1998年毕业于郑州大学刑法专业，获法学硕士学位。2001年毕业于吉林大学刑法专业，获法学博士学位。

## 奖项和荣誉
2006年入选教育部“新世纪优秀人才支持计划”，同年当选“天津市优秀青年法学家”。2011年入选CALIS全国名师数据库, 2013年首批入选“南开大学百名青年学科带头人培养计划”。

## 学术贡献
刘士心主要研究比较刑法，长期关注中国现行的司法改革问题。在《法制与社会发展》、《法商研究》等学术期刊发表论文30余篇。主要著作有《竞合犯研究》、《不纯正不作为犯研究》、《美国刑法中的犯罪论原理》、《刑法中的行为理论研究》、《美国刑法各论原理》。参与吴振兴主编《犯罪形态研究精要》、最高人民检察院政治部组织编写《法律的真谛——写给执法者的书》、赵正群主编《信息法概论》。